# 궤도 (교통)
교통 부문에서의 궤도(軌道)는 철도가 운행하는 레일과 노반 등의 인프라, 도로와 구분되는 노반을 운행하는 궤도계 교통 수단의 약칭, 궤도법의 적용을 받는 철도선이나 노면전차선을 의미한다. 그 외 다른 의미에서의 궤도는 하단 내용을 참조.

## 인프라로서의 궤도
인프라로서의 궤도는 크게 궤조(레일)과 관련한 제반 장치, 도상, 노반 및 노반 구조물로 구성된 인프라 시설을 의미한다. 흔히 철도라고 통칭하는 쌍궤식 철도, 경전철, 모노레일, 자기부상열차 등의 교통시설이 쓰는 도로 외의 시설물을 모두 궤도라고 부른다.
궤도는 철도 차량의 주행에서 가장 기본적인 시설물이기 때문에, 경험적 측면과 공학적 측면이 강조되며, 또한, 국가적으로 그 규격의 통일을 기할 필요가 있기 때문에 엄격한 표준과 품질 기준이 적용된다.

### 쌍궤식 철도의 궤도
특히 쌍궤식 철도의 궤도는 레일, 침목, 도상, 노반 일체를 의미한다. 크게 그 부설 방식, 용도, 특성에 따라 구분된다.
- 부설 방식에 따른 구분
  - 밸러스트 궤도: 자갈 도상을 사용한 방식
  - 슬래브 궤도: 콘크리트 슬래브 등을 사용한 방식.
  - 무도상 궤도: 슬래브 궤도 중 밸러스트를 전혀 없이 구조물 자체에 직접 궤도를 설치하는 방식.

- 용도 및 특성에 따른 구분
  - 3선 궤도 및 4선 궤도: 궤간의 상이한 차량이 한 궤도를 공용하기 위해 사용하는 것. 레일을 3개 또는 4개를 설치한다.
  - 렉 레일 궤도: 등산철도 등의 용도로 특수 레일이 설치된 궤도류.
  - 생력화 궤도: 유지보수를 절감하기 위해 도입하는 궤도류. 주로 슬래브 궤도가 이에 해당한다.
  - 병용 궤도: 대개 노면전차 등과 같이 차량 등과 같이 사용하는 종류의 궤도.
  - 전용 궤도: 별도의 독립된 통행권(rights-of-way)를 가지는 단독 이용하는 궤도.

### 기타 철도의 궤도
기타 철도의 궤도는 대개 교통 시스템에 따라 고유의 방식을 사용한다. 고무차륜형 경전철 궤도, 도시형 자기부상열차 궤도, 모노레일 궤도 등이 있다.

## 약칭으로서의 궤도
약칭으로서의 궤도는 궤도를 사용하는 모든 교통 시스템을 부르는 말이다. 여기에는 쌍궤식 철도, 경전철, 모노레일, 자기부상열차 등이 포함된다.

## 법률적 의미로서의 궤도
법률적 의미로서의 궤도는 대한민국에서 과거 궤도사업법, 현재 이를 계승한 삭도·궤도법에 의한 철도 노선을 의미한다. 이 법에서의 궤도는 도로면을 공유하는 것 등을 의미하는데, 대개의 철도 노선과 달리 그 전체 구간의 민간 보유가 가능했으며, 차량의 규격에 대해서도 철도 관련 법령의 적용을 받지 않고 궤도사업법의 규정만을 적용받았다. 이러한 궤도는 과거 일제강점기에 일본의 궤도법의 영향을 받아 형성되었으며, 해방 후에도 운영 노선이 존재하였기 때문에 법이 존속되었다.
이 법은 1968년 서울전차의 폐지로 사문화되었다가, 남산 케이블카 개통에 따른 삭도 사업의 관할법령인 삭도·궤도법에 포괄되어 존속되어 왔다. 그 외의 시행령 등은 폐지된 것이 많다. 2009년에 삭도·궤도법은 다시 전부 개정되어, 현재 궤도운송법으로 시행중에 있다.
법률적 의미에서 궤도에 속하는 노선은 다음과 같다.
- 서울전차: 경성전기주식회사 궤도사업 (1968년 폐지)
- 경성궤도: 경성궤도주식회사 운영 (1961년 폐지)
- 부산전차: 남선전기주식회사 궤도사업 (1968년 폐지)
- 부산궤도: 조선와사전기주식회사 운영 (1916년 폐지)
- 함평궤도: 함평궤도주식회사 운영 (1960년 폐지)
- 제주도순환궤도 - 사설 운영 (1931년 폐지)

## 같이 보기
- 궤간(표준궤/협궤/광궤)
- 철도